# Direkte Demokratie im Kanton Basel-Stadt

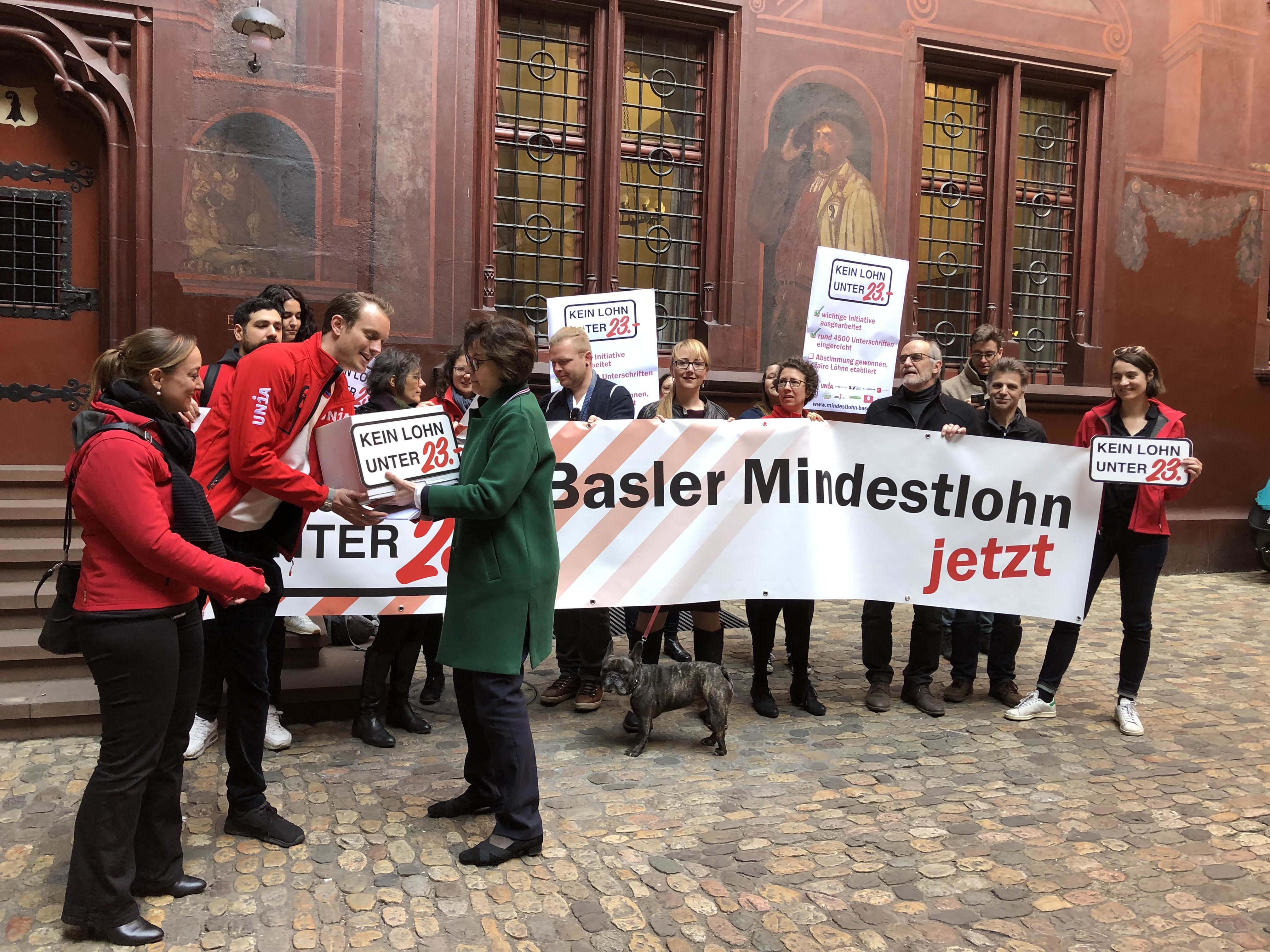
Übergabe der Unterschriften für die Volksinitiative Kein Lohn unter 23 Franken im Hof des Basler Rathauses am 20. Februar 2019

Die direkte Demokratie in Basel-Stadt wurde 1875 mittels einer Totalrevision der Verfassung eingeführt. Seither können die Stimmberechtigten im Kanton Basel-Stadt über Sachabstimmungen direkten Einfluss auf die Politik nehmen. Die Instrumente der baselstädtischen direkten Demokratie sind das Referendum und die Volksinitiative. Deren Trägerschaften organisieren sich zwecks Unterschriftensammlung und für die politische Kommunikation in Referendumskomitees bzw. Initiativkomitees.

## Instrumente der direkten Demokratie

### Referendum
Das Referendum ist auf Verfassungsebene geregelt. Mit dem fakultativen Referendum haben die Stimmberechtigten die Möglichkeit, einen Entscheid des Parlaments, des Grossen Rats, anzufechten. Sind sie mit einem neuen Gesetz, einer Gesetzesänderung, einer Ausgabe ab 1,5 Millionen Franken, einem Staatsvertrag (sofern er nicht obligatorisch der Abstimmung unterliegt) oder einem anderen nicht durch Verfassung oder Gesetz ausdrücklich vom Referendum ausgeschlossenen Grossratsbeschluss nicht einverstanden, so können sie innert 42 Tagen 2000 gültige Unterschriften sammeln. Kommt das Referendum zustande, folgt innert weniger Monate die Volksabstimmung. Vom fakultativen Referendum ausgeschlossen sind beispielsweise Budget und Staatsrechnung, Wahlen sowie Beschlüsse betreffend kantonale Anerkennung von Kirchen und Religionsgemeinschaften.
Gewisse Vorlagen müssen der Stimmbevölkerung zwingend zur Abstimmung vorgelegt werden. Das obligatorische Referendum gilt für Verfassungsänderungen, formulierte Volksinitiativen, unformulierte Initiativen, denen der Grosse Rat nicht zustimmt oder denen er einen Gegenvorschlag gegenüberstellt, Vorlagen, die der Grosse Rat aufgrund einer unformulierten Initiative ausgearbeitet hat (s. nächster Abschnitt Volksinitiative), Staatsverträge mit verfassungsänderndem Inhalt und Änderungen des Kantonsgebiets, ausgenommen Grenzbereinigungen. Der Grosse Rat kann der Stimmbevölkerung freiwillig weitere Beschlüsse vorlegen.

### Volksinitiative
Die Volksinitiative ist auf Verfassungsebene geregelt. Mit der Volksinitiative haben die Stimmberechtigten die Möglichkeit, eine Idee beziehungsweise Forderung einzubringen. 3'000 Stimmberechtigte können innert 18 Monaten eine Volksinitiative (kurz: Initiative) einreichen, um eine Verfassungsänderung, eine Gesetzesänderung oder einen Grossratsbeschluss (z. B. für eine neue Brücke) zu verlangen. Eine Initiative darf nicht übergeordnetes Recht verletzen oder etwas Unmögliches verlangen, und sie darf nur einen Gegenstand (Einheit der Materie) betreffen. Sofern der Grosse Rat die Volksinitiative als rechtlich zulässig erachtet, muss er sie behandeln.
Initiativen können aus einem fertigen Verfassungs-, Gesetzes- oder Beschlusstext bestehen (formuliert) oder nur ein Ziel umschreiben (unformuliert). Eine formulierte Initiative muss den Stimmberechtigten unverändert vorgelegt werden. Wird sie angenommen, wird ihr Wortlaut in die Verfassung bzw. ins Gesetz aufgenommen. Eine unformulierte Initiative kann der Grosse Rat ausformulieren (in der Regel auf Basis eines Vorschlags des Regierungsrats), wenn er das Anliegen gut findet. Dann kommt seine ausformulierte Vorlage zur Volksabstimmung. Will er die Initiative nicht ausformulieren, so kommt die Initiative im Wortlaut zur Abstimmung. Nimmt die Stimmbevölkerung sie an, so muss der Grosse Rat eine Vorlage ausarbeiten, welche das Anliegen erfüllt. Diese kommt nochmals zur Volksabstimmung, ausser das Initiativkomitee ist zufrieden und zieht die Initiative zurück.
Der Grosse Rat kann jeder Initiative, ob formuliert oder unformuliert, einen Gegenvorschlag gegenüberstellen. Dann kommen Initiative und Gegenvorschlag an die Urne – mit Stichfrage für den Fall, dass beide angenommen werden. Akzeptiert das Initiativkomitee den Gegenvorschlag und zieht es die Initiative zurück, so unterliegt der Gegenvorschlag noch dem fakultativen Referendum.
Formulierte Initiativen müssen den Stimmberechtigten innert 18 Monaten zur Abstimmung vorgelegt werden. Beschliesst der Grosse Rat, der Initiative einen Gegenvorschlag gegenüberzustellen, so verlängert sich diese Frist um sechs Monate. Unformulierte Initiativen müssen spätestens nach drei Jahren zur Abstimmung kommen. Fristverlängerungen erfordern die Zustimmung des Initiativkomitees.
Das Initiativverfahren hat sich über die Zeit immer wieder verändert. So gilt die Sammelfrist von 18 Monaten seit der Verfassungsrevision von 2006. Die strengen Behandlungs- und Abstimmungsfristen gehen auf die Volksinitiative Für eine zügige Behandlung von Initiativen zurück, welche die Stimmbevölkerung 2007 annahm.

### Gemeindeinitiative
Ein Sonderfall ist die Gemeindeinitiative. Seit der Verfassungsrevision von 2006 haben die beiden baselstädtischen Gemeinden Riehen und Bettingen das Recht, eine Gemeindeinitiative einzureichen. Gemäss Kantonsverfassung können die Einwohnergemeinden auf Beschluss der Gemeindeversammlung (Bettingen) oder des Einwohnerrates (Riehen) das Begehren auf Erlass, Änderung oder Aufhebung von Verfassungs- und Gesetzesbestimmungen stellen. Eine Einwohnergemeinde ist berechtigt, eine formulierte oder eine unformulierte Gemeindeinitiative zu beschliessen.

## Historischer Abriss

### Die Kantonsverfassung von 1875
Vor 1875 durften wenige tausend (männliche) Stimmberechtigte nur bei Wahlen und anlässlich von Totalrevisionen der Verfassung ihre Stimme abgeben. Auf Gesetze, Ausgaben und weitere Sachfragen konnten sie keinen Einfluss nehmen. Basel-Stadt war eine rein repräsentative Demokratie, die politische Macht lag faktisch in den Händen der konservativen Oberschicht.
Die aufstrebenden Freisinnigen, die als Interessenvertreter der zugezogenen Schweizer und der Arbeiterschaft agierten, verlangten immer stärker eine direkte Mitsprache der Bevölkerung. 1875 kam es zu einer umfassenden Verfassungsrevision, die neben einer auf sieben Mitglieder verkleinerten Regierung, sieben Departementen sowie der Gewaltentrennung zwischen Regierung und Parlament auch die direkte Demokratie brachte. Vorbildhaft wirkten zuerst andere Kantone (Zürich beispielsweise kannte die direkte Demokratie seit 1869) und darauf folgend die nationale Entwicklung: Die schweizerische Verfassungsrevision von 1874 etablierte auf gesamtstaatlicher Ebene das Referendum als erstes direktdemokratisches Volksrecht.
Basel-Stadt führte die direkte Demokratie im schweizerischen Vergleich eher spät ein, als fünftletzter Kanton. Dafür geschah dies anders als in anderen Kantonen konfliktfrei. So waren im Kanton St. Gallen, der 1831 mit dem Gesetzesveto als erster eine Frühform des Referendums einführte, 600 Rheintaler mit Rebstecken vor dem Parlament aufmarschiert, um diesem Mitsprache abzutrotzen. In den Kantonen Aargau und Solothurn wurden ländlich-katholische Vetobewegungen von der Regierung militärisch niedergeschlagen (1839–1841). Im Aargau, wo es zu Todesopfern kam, wurden danach zur Strafe die Klöster aufgehoben. Während die meisten anderen Kantone die als Volksrechte bezeichneten Instrumente Volksinitiative und Referendum in Etappen einführten, führte sie Basel-Stadt gleichzeitig ein. Zudem erhielt die Bevölkerung breite Mitwirkungsrechte. Von Beginn weg durfte sich eine Volksinitiative nicht nur auf Verfassung und Gesetze beziehen, sondern konnte einen Grossratsbeschluss, beispielsweise für ein neues Schwimmbad, fordern. Auch das fakultative Referendum konnte immer gegen Gesetze wie auch gegen weitere Grossratsbeschlüsse, beispielsweise eine neue Staatsausgabe, ergriffen werden. Ein obligatorisches Gesetzesreferendum kannte Basel-Stadt im Gegensatz zu manchen anderen Kantonen nie.

### Erstes Referendum und erste Initiative
Schon im ersten Jahr nach Einführung des Referendums bekämpften die Stimmbürger erfolgreich ein neues Kanalisationsgesetz (1876). Es hätte den unhygienischen Verhältnissen in der Altstadt, die noch keine Kanalisation kannte, ein Ende setzen sollen. Die Hauseigentümer scheuten aber die Kosten und drohten im Abstimmungskampf mit Mietzinserhöhungen. Basel-Stadt musste die Erfahrung machen, dass die Volksrechte fortschrittshemmend wirken können. 1877 reüssierte auch die erste Volksinitiative, sie forderte den raschen Bau einer dritten Rheinbrücke. Hier wirkte das Instrument der Initiative wiederum beschleunigend, die Johanniterbrücke wurde rasch gebaut.

### Weitere Entwicklung

Otto Plattner: Plakat gegen die Wohnungsbau-Initiative, 1926. Die sozialdemokratische Initiative wurde knapp abgelehnt. Sie war eine von vier Vorlagen, die am selben Tag zur Volksabstimmung kamen.

Bis heute haben die Stimmberechtigten rund 180 Initiativen und 300 Referenden zur Volksabstimmung gebracht, mit einer Erfolgsquote von je gegen 40 Prozent. Die im schweizweiten Vergleich hohe Anzahl von Initiativen und Referenden erklärt sich unter anderem damit, dass die Stadt Basel keine eigenen Verwaltungsstrukturen kennt. Sämtliche kommunalen Aufgaben werden vom Kanton übernommen. Über Referenden und Initiativen, die anderswo zu kommunalen Abstimmungen führen würden, wird auf kantonaler Ebene entschieden.
In den ersten Jahrzehnten dominierten Fragen der Stadtentwicklung und der Staatsordnung. So gehen die Vergrösserung des Marktplatzes, die Volkswahl der Richter und die Einführung der Proporzwahl auf Initiativen zurück. Ab den 1920er Jahren kamen sozialpolitische Forderungen hinzu. Die damaligen Initiativen erreichten beispielsweise die erste Altersrente und das erste Feriengesetz. Im Zuge von Modernisierung und Bevölkerungswachstum rückten schliesslich ab den 1960er Jahren Umweltthemen in den Vordergrund. Die Bevölkerung erzwang im Zuge der AKW-Bewegung eine alternative Energiepolitik und insgesamt wieder mehr städtische Lebensqualität: von der Umgestaltung der autogerechten zur verkehrsberuhigten Stadt, vom Erhalt von Grünflächen bis zu geschütztem und bezahlbarem Wohnraum. In jüngster Zeit führte Basel-Stadt per Volksinitiative einen kantonalen Mindestlohn ein und gab sich das ehrgeizige Zieljahr 2037 zur Erreichung der Klimaneutralität. In beiden Fällen nahm die Stimmbevölkerung zwar nicht die Initiative, jedoch den Gegenvorschlag des Parlaments an.
Initiativkomitees geben sich oftmals mit einer ausformulierten Vorlage beziehungsweise einem Gegenvorschlag des Grossen Rates zufrieden und ziehen ihre Initiative zurück. Unter dem Strich werden manche Initiativen ohne Abstimmung durch Rückzug erledigt und also durch politische Kompromissfindung umgesetzt.
Das Referendum wurde namentlich von bürgerlicher Seite als Ausgaben- und Steuerbremse genutzt. Der rot-grünen Opposition diente das Referendum ab den 1970er Jahren im Kampf gegen Verkehrsprojekte, namentlich den Ausbau des Flughafens und von Strassen.
Die meisten Initiativen und Referenden gingen von etablierten politischen Akteuren aus, von Parteien, Verbänden oder Vereinen. Neben den Stimmberechtigten haben auch sie Instrumente in die Hand erhalten, um bei Interessen, die sie im Parlament nicht durchsetzen konnten, mit der Hilfe des Volkes nachzudoppeln. Dabei kann längst nicht jede Urheberschaft dem Links-Rechts-Schema zugeordnet werden. In Basel-Stadt organisierte sich über die Zeit ein buntes Mosaik an Mitspielenden.

### Entwicklung der Unterschriftenzahlen
Für die Einreichung beider Instrumente waren zunächst 1000 Unterschriften nötig, was 1875 rund 13 Prozent der Stimmberechtigten entsprach. Seither wurden die Unterschriftenzahlen mehrmals angepasst:
- Volksinitiative: Bis Juni 1939 waren 1000 Unterschriften erforderlich, danach 2000, ab 1975 4000 und seit 2006 3000 Unterschriften.
- Referendum: Bis 1974 waren 1000, seit 1975 sind 2000 Unterschriften erforderlich.

## Stimmberechtigte
Die Stimmberechtigung bei Wahlen einerseits und Referenden bzw. Initiativen andererseits ist dieselbe. Lange galt in Basel-Stadt ein reines Männerstimmrecht. Das kantonale Frauenstimmrecht wurde nach fünf Anläufen 1966 eingeführt. 1988 beschlossen die Stimmberechtigten die Senkung des Stimmrechtsalters auf 18 Jahre. Ein Stimmrecht für Ausländer wird immer wieder diskutiert. 1994 und 2010 lehnten die Stimmberechtigten Volksinitiativen zur Einführung des Ausländerstimmrechts klar ab. 2009 lehnten sie ausserdem die Herabsetzung des Stimmrechtsalters auf 16 Jahre ab. Aufgrund der wachsenden ausländischen Wohnbevölkerung sinkt der Anteil der Stimmberechtigten in Basel-Stadt seit Jahren markant; derzeit (2023) liegt er bei rund 52 Prozent.